# Glacier Brady
Le glacier Brady est un glacier d'Alaska aux États-Unis situé dans la région de recensement de Hoonah-Angoon. Long de 39 km il s'étend jusqu'à la baie Taylor, dans le parc national de Glacier Bay, à 74 km au nord-ouest de Hoonah, dans la chaîne Saint-Élie. Le glacier, dans sa partie terminale, se comporte comme un barrage naturel bloquant les eaux sur son flanc occidental qui forment ainsi un lac.
Son nom lui a été donné en 1883 par l'United States Geological Survey en l'honneur du révérend John Green Brady (1848-1921), missionnaire et gouverneur de l'État.